# Outlaws
Este artigo é sobre o jogo de tiro em primeira-pessoa de 1997. Há também um jogo lançado anteriormente para o Commodore 64 com o mesmo título.
 Outlaws é um jogo de tiro em primeira pessoa produzido pela LucasArts em 1997 usando uma versão melhorada do motor de jogo usado anteriormente no jogo Star Wars: Dark Forces. É um dos poucos jogos FPS com um tema de Velho Oeste (western). Sequências de CG são apresentadas entre cada missão e apresentam a ação na próxima fase.
Apesar de não ter sido um enorme sucesso econômico teve um grande sucesso popular que consegue persistir depois de dez anos.
Em 2001, LucasArts liberou um patch para adicionar o recurso Direct3D para o jogo, completando o existente Glide API e suporte de softwares de renderização.
O lema do jogo é: "Morrer é bom demais para eles".

## Trama
James Anderson, um ex-marshall, vem para casa depois de uma ida ao armazém da cidade quando encontra sua esposa Anna assassinada e sua filha Sarah raptada por dois foras-da-lei conhecidos como Matt "Dr. Morte" Jackson e "Slim" Sam Fulton, a mandos do malvado barão da Ferrovia chamado Bob Graham. Graham tem contratado muitos foras-da-lei com finalidade de "convencer" a população do condado para vender suas terras para ele, para que ele possa fazer dinheiro com uma enorme ferroviária. Para ter sua filha de volta, Anderson toma a sua arma novamente e viaja por todo o Oeste para caçar cada membro da gangue de Graham. No entanto, no seu percurso, Anderson é assombrado por sonhos do assassinato de seu pai quando ele era ainda uma criança, enquanto os dois estavam acampando no meio selvagem, um assaltante desconhecido atirou em seu pai, mas deixou o pequeno James vivo. A procura de Anderson o leva através de cidades do velho-oeste, canyons, uma vila espanhola, um trem em movimento, uma mina abandonada, e uma aldeia indígena arruinada.

## Único-Jogador (Single-Player)
Na escolha de nível de dificuldade, exitem três: "Good (Bom), "Bad (Mau)" e "Ugly (Feio)", respectivamente (foram inspirados no filme western "Três Homens em Conflito"). Nos níveis "Good" e "Bad", o jogador é capaz de sustentar várias feridas de bala sem aparentes efeitos nocivos. No nível mais difícil, "Ugly", a resistência do jogador é reduzida para um ou dois tiros. Isto obriga o jogador a uma estratégia diferente de jogar.
Enquanto nos dois primeiros níveis o jogador pode adotar um estilo mais "brigão" e ir em confrontos cara-a-cara, na última, ele deve assumir uma maneira mais furtiva ("Stealth") de agir e pensar.

### Missões Históricas
Além da campanhas principal de único jogador, "Outlaws" inclui um conjunto de 5  missões que contam a ascensão de Anderson  ao posto de Marshall. Cada uma das missões exige que Anderson capture ou mate um determinado fora-da-lei. Postos (Delegado, Xerife, e Marshall) são premiados na acumulação de um número fixo de pontos. Pontos são premiados por recuperar ouro roubado e capturando/matando o fora-da-lei.
Cada fora-da-lei que o jogador captura ou mata aparece em uma cela na prisão. Mais pontos são concedidos para capturar um fora-da-lei do que para matar um, devido à dificuldade em capturar um vivo. As Missões Históricas não são um requisito para jogar a campanha principal.
Em 1998, a LucasArts liberou um conjunto de 4 missões de único-jogador, chamado "Punhado de Missões", para download a partir do site oficial. O pacote inclui várias novas missões multijogador, e um patch para atualizar o jogo para a versão 2.0. Essas novas missões de único-jogador tem histórias separadas da principal.

## Multijogador
O jogador pode assumir o papel de 1 de 6 personagens do jogo principal: Matt "Mr Death" Jackson, "Bloody" Mary Nash, James Anderson, Chief Two - Feathers, "Gentleman" Bob Graham, e "Spittin '" Jack Sanchez. Cada personagem tem as suas próprias vantagens e desvantagens, em termos de velocidade, seleção de armas e resistência. Como resultado, a maioria dos jogadores utilizaram Dr. Death, James Anderson, e Jack Sanchez com praticamente nenhuma opção de jogar como Bob Graham. De 1997-2000, o canal de IRC dedicado ao "Outlaws" hospedava um torneio todos os domingos, às vezes com prêmios.
Mais de 1500 mapas personalizados de multijogador foram criados desde que "Outlaws" foi lançado. Novos mapas continuam a ser liberados a partir de 2007.
Quase todos os jogadores concordaram em não usar itens considerados desleais (armas como a Sawed - Off Shotgun (Escopeta) ou o Creme de Invisibilidade e a Estrela de Xerife, que podem ser encontrados nos mapas multijogador originais. A comunidade foi muito próxima especialmente das redes IRC e KALI . Alguns jogadores se juntaram "Grupos" ou "Gangues", o equivalente de "Outlaws" para clan Outlawsfoi um dos primeiros jogos em que os jogadores começaram a se juntar em clans.

## Trilha sonora
A trilha sonora do jogo criada por Clint Bajakian recebeu grandes elogios, e ganhou vários prêmios de melhor trilha sonora de jogo eletrônico de 1997, incluindo o da Computer Gaming World.
Ela ligeiramente segue o estilo de Ennio Morricone, combinando instrumentos orquestrais  com coros masculinos cantando e rosnando, assim como uma variedade de sons nada convencionais.
A trilha sonora está contida nos CDs do jogo no padrão Red Book (CD áudio padrão)- áudio, e são tocadas durante o jogo. Um CD autônomo da trilha sonora foi lançada pela Lucasarts.
 'Lista das músicas' (nome e tempo) 1
CD 1
1. Outlaws - 3:21
2. Sanctuary - 4:22
3. The Shack - 3:52
4. Anna's Theme - 3:55
5. Revenge - 4:49
6. The Train - 3:46
7. Sanchez the Outlaw - 3:37

CD 2
1. The Ballad of Dr. Death - 4:46
2. Hideout - 5:38
3. The Sawmill - 3:30
4. The Mine - 7:18
5. Two Feathers - 4:07
6. Wild Card - 5:16
7. The Last Gunfight - 3:45
8. Showdown - 2:25

## Premiações
- Melhor Trilha Sonora - Computer Gaming World - 1997
- Melhor História - PC Games - 1997

## Vida Pós-lançamento
Apesar de não haver planos de uma sequência, o jogo ainda vive através de um muito dedicado, embora pequeno, base de fãs. Como em setembro de 2005, em que por volta de 20 jogadores podiam ser encontrados no MSN Gaming Zone. Com o fim do Zone, os fãs jogam até hoje através de um programa chamdo Warzone, que é muito semelhante ao anterior.
Um jogo menos popular, "The Outlaws Mod" para Half-Life, uma modificação do jogo Half-Life, também foi lançado na internet.

### Declínio na Popularidade
"Outlaws" e seu motor gráfico se tornaram bastante datados em termos de tecnologia. Assim, muito poucos jogadores jogam ele hoje no Warzone ou pelo IRC e sua pequena comunidade no KALI está praticamente extinto. Torneios deixaram de ser realizadas no canal IRC.
Outras razões para o declínio do jogo multijogador é que ele se tornou cada vez menos compatível com as versões mais recentes do Microsoft Windows. "Outlaws" foi originalmente destinado para o Windows 95. O Windows 98 trouxe questões de compatibilidade que obrigou à LucasArts a lançar um patch, mas ainda persistiram alguns problemas. O Windows XP trouxe mais problemas, que tornaram o jogo online ainda mais difícil.

### Petição de Sequência
A petição foi feita por fãs para fazer a LucasArts considerar em fazer uma sequência para "Outlaws", mas até agora nenhum plano foi feito. A petição tem recebido mais de 2900 assinaturas até agora. Em entrevistas, funcionários da LucasArts afirmaram que consideram "Outlaws" um dos seus melhores jogos clássicos e, no entanto, parece improvável que ele irá receber uma sequência, infelizmente para os fãs.

### Comunidade Atual
Muitos jogadores ainda mantém-se jogando e em contato, através de um grupo no Facebook chamado "Outlaws Players Lucas Arts", onde encontram-se para jogar juntos (via Direct Play) e manter o jogo vivo. Neste grupo já foram realizadas entrevistas com os próprios desenvolvedores do jogo, bem como estes fazem parte do grupo.